# Mette Bergmann
Mette Bergmann (Noruega, 9 de noviembre de 1962) es una atleta noruega retirada especializada en la prueba de lanzamiento de disco, en la que ha conseguido ser medallista de bronce europea en 1994.

## Carrera deportiva
En el Campeonato Europeo de Atletismo de 1994 ganó la medalla de bronce en el lanzamiento de disco, llegando hasta los 64.34 metros, siendo superada por la alemana Ilke Wyludda y la bielorrusa Ellina Zvereva.